# 長六度

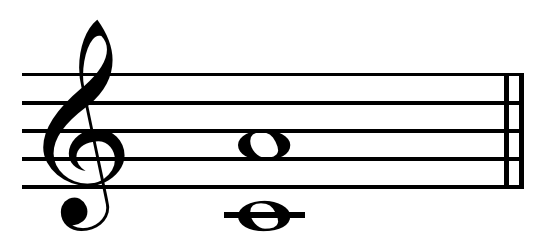
長六度

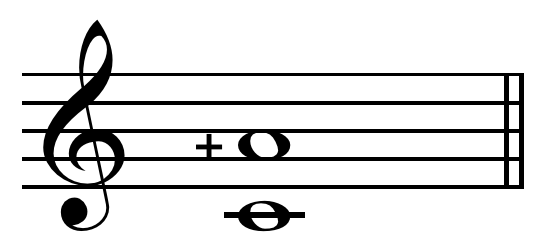
ピタゴラス長六度、Cの3ピタゴラス完全五度。

長六度は西洋の音楽理論一般に発生する2つの六度の半音大きい方である。長六度は9半音であるが、一方の小さい方の六度である短六度は8半音である。 2つのうち大きい方であるため、長六度は長音程である。例えば、Cから最も近いAまでの間隔は長六度となる。
長六度音程は短三和音の第1転回形、長三和音の第2転回形、減三和音の任意の転回形で発生する。また、属七の和音の第2転回形と第3転回形でも発生する。

## 長六度の周波数比
さまざまな調律において「長六度」と呼ばれる音程が存在し、それぞれ修飾語をつけて音程の違いが区別されることがある。以下の例ではセント値が小さいものから列挙する。
- 純正律で一般的な長六度は5：3のピッチ比（ play[ヘルプ/ファイル]）で、約884セントである。

- 12平均律では長六度は9半音、つまり900セントに等しく、根音との周波数比は{\displaystyle 1:({\sqrt[{12}]{2}})^{9}=1:2^{\frac {3}{4}}\fallingdotseq 1:1.68179283051}となる。

- ピタゴラス音律の長六度は周波数比が27:16、約906セントである[1]。ピタゴラス長六度は周波数比3:2の完全五度3つから構築できる（C - A = C - G - D - A = 702 + 702 + 702 - 1200 = 906）。これが、27倍音と16倍音の間隔に対応する。Cピタゴラス長音階において、ピタゴラス長六度はF - D、C - A、G - E、D - Bの間で発生する  Play[ヘルプ/ファイル]。